# Kamienica Pod Polskim Panem Bogiem we Wrocławiu
Kamienica (Dom) Pod Polskim Panem Bogiem a wcześniej Kamienica Pod Janem Chrzcicielem – niezachowana kamienica znajdująca się pod adresem Nowy Targ 22 we Wrocławiu, na skraju północnym pierzei wschodniej placu.
Do ok. 1700 roku kamienica nosiła miano kamienicy Pod Janem Chrzcicielem, by następnie zmienić nazwę na Pod Polskim Panem Bogiem.

## Historia i architektura kamienicy

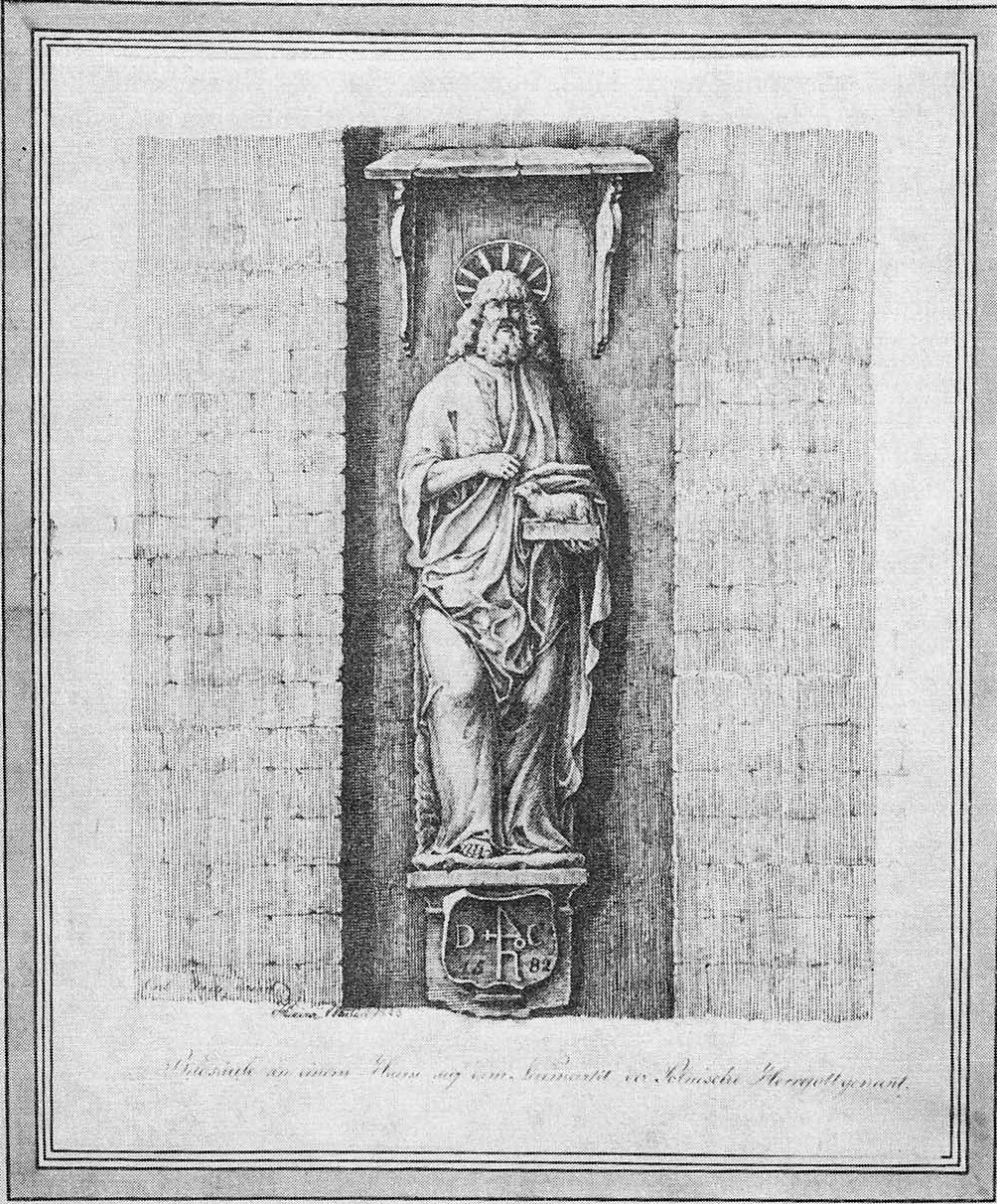
Figura Jana Chrzciciela znajdująca się u wejścia do kamienicy. Grafika Heinricha Mützela z 1827 roku

Kamienica została wzniesiona w 1516 roku, przebudowana w 1556 roku: otrzymała dodatkowy otwór drzwiowy. Była gotycko-renesansową kamienicą, dwutraktową, dwukondygnacyjną z trzykondygnacyjnym szczytem. Jej trzyosiowa fasada była podzielona gzymsem międzykondygnacyjnym. Szczyt był rozczłonkowany ostrołukowymi blendami, przy czym w środkowym, zamkniętym łukiem odcinkowym, znajdowało się okno magazynu. W części parterowej, w środkowej osi, znajdował się arkadowy portal, a po jego lewej stronie znajdowały się dwudzielne drzwi z prostokątnym zakratowanym oknem powyżej. Pomiędzy drzwiami a portalem, znajdowała się pełnoplastyczna rzeźba św. Jana Chrzciciela. Rzeźba znana jest z dwóch grafik autorstwa grafików Heinricha Mützela (1823) oraz Bernharda Mannfelda (1870-1872), na których różni się od siebie detalami. Na rysunku Mützela rzeźba Józefa ustawiona jest na konsoli z tarczą na której znajdował się gmerk, litery D.C o i data „1582”; na rysunku Mannfelda na tarczy znajdowały się dwie daty rozdzielone gmerkiem 1516 /D G/ 1552 przy czym dolna może wskazywać na czas przebudowy kamienicy. Święty Jan w lewej ręce trzyma księgę z leżącym na niej barankiem a prawą ma zgięta w łokciu. Mannfeld dodatkowo przedstawia świętego z szatą na piersiach z wielbłądziej sierści. Nad głową umieszczony jest nimb. Nad figura umieszczony był drewniany daszek na konsolach z trzema gwiazdami.
W 1876 i 1886 roku miały miejsce kolejne przebudowy kamienicy. Ostatnia wykonana z inicjatywy inwestora W. Hänkla, nadała kamienicy cechy neomanierystyczne i neobarokowe. Budynek został wówczas podniesiony do pięciu kondygnacji i pokryty płaskim dachem. Na drugiej i trzeciej kondygnacji umieszczono wykusz. W latach 1889–1890 dokonano modernizacji fasady  zachowując stare godło. W kamienicy znajdował się zajazd pod tą samą nazwą, a w nim zatrzymywali się m.in. podróżni z Polski.
Kamienica została zniszczona w 1945 roku, ale zachowała się fasada domu. W miejscu, gdzie znajdowała się kamienica oraz na całej długości pierzei wschodniej placu Nowy Targ, w 1964 roku wzniesiono blok mieszkalny z wielkiej płyty.
Widok kamienicy oraz wizerunek figury św, Jana został utrwalony na grafikach Heinricha Mützela i Carla Bacha wykonanych odpowiednio w 1827 i 1923 roku.